# Església Protestant Sant Pau
L’Església Protestant Sant Pau és una comunitat cristiana protestant històrica situada a Barcelona, fundada l’any 1868 pel pastor Antoni Vallespinosa i Català. Forma part de la Església Evangèlica de Catalunya EEC , presbiteri de la l'Iglesia Evangélica Española, membre de la Comunió Mundial d’Esglésies Reformades. És considerada la comunitat evangèlica més antiga de la ciutat i ha tingut una continuïtat ininterrompuda fins a l’actualitat, tot i els períodes de repressió i dispersió.
Amb una trajectòria marcada per la fidelitat a l’Evangeli, l’arrelament local i el compromís social, l’església ha estat referent per diverses generacions de creients i ha estat sostinguda per la fe, el treball i la dedicació de moltes dones  i homes al llarg del temps.

## Orígens i fundació (1868–1871)

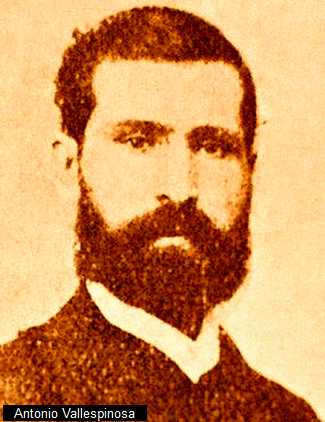
Pastor Antonio Vallespinosa (1868–1871)

En el context de l’obertura religiosa arran de la Revolució de Setembre de 1868, Antoni Vallespinosa i Català, antic sotsdiaca catòlic, va iniciar una comunitat protestant a Barcelona. Després d’estudiar teologia a Anglaterra, va tornar a la ciutat el 14 de novembre de 1868 i va començar les seves activitats al taller del bronzista Joan Briansó, al carrer de la Guàrdia, 9. Les primeres reunions van atreure nombrosos assistents, principalment obrers. El cònsol suís Joan Hohl va cedir un saló al carrer del Dormitori de Sant Francesc, 4, on es van reunir més de 400 persones per escoltar les predicacions i llegir l’Evangeli. En aquest context, es va crear una Associació Protestant amb més de 700 membres.
El primer culte evangèlic públic va tenir lloc el Diumenge de Rams de 1869, al carrer de la Riereta, 8, i va comptar amb la participació d’un músic i un cor format per dotze senyoretes, que entonaren càntics davant d’una gran assistència de curiosos i simpatitzants.
Poc després, la congregació es traslladà al carrer Amàlia, 3, i hi establí el seu primer espai estable de reunió. La tasca evangelitzadora de Vallespinosa es va acompanyar de la creació d’escoles evangèliques gratuïtes, la distribució de literatura bíblica i la formació d’una vida comunitària activa i compromesa.
Malgrat les dificultats i oposicions del context religiós majoritari, Vallespinosa aconseguí establir les bases d’una comunitat sòlida. L’any 1871, per motius de salut i desacords amb el bisbe anglicà de Gibraltar, es traslladà a Londres, on moriria anys després. Tot i el seu breu ministeri, deixà una església viva, compromesa i resilient, que ha perdurat fins avui.

## Consolidació i lideratges (1871–1939)
Després de la marxa d’Antoni Vallespinosa el 1871, la comunitat passà a ser dirigida pel pastor suís Alexander Louis Empaytaz, qui liderà l’església fins al 1907. Durant aquest llarg període, es va consolidar la vida eclesial i es va iniciar un procés d’estabilització institucional. Empaytaz donà continuïtat a la tasca iniciada per Vallespinosa, amb una dedicació constant al culte, la formació i la vida comunitària.
L’església passà per diversos trasllats fins establir-se al carrer de Sant Pau, 74 bis, on adoptà el nom que encara conserva. En aquest moment, la comunitat s’identificà com a Església Evangèlica de Sant Pau, consolidant així el seu nom institucional i la seva presència al centre històric de Barcelona.
L’any 1910, el pastor Miguel Barroso Guillén fou nomenat responsable de la comunitat. Durant la seva etapa, es mantingué l’activitat litúrgica i educativa, tot i un context social i religiós cada cop més tancat.

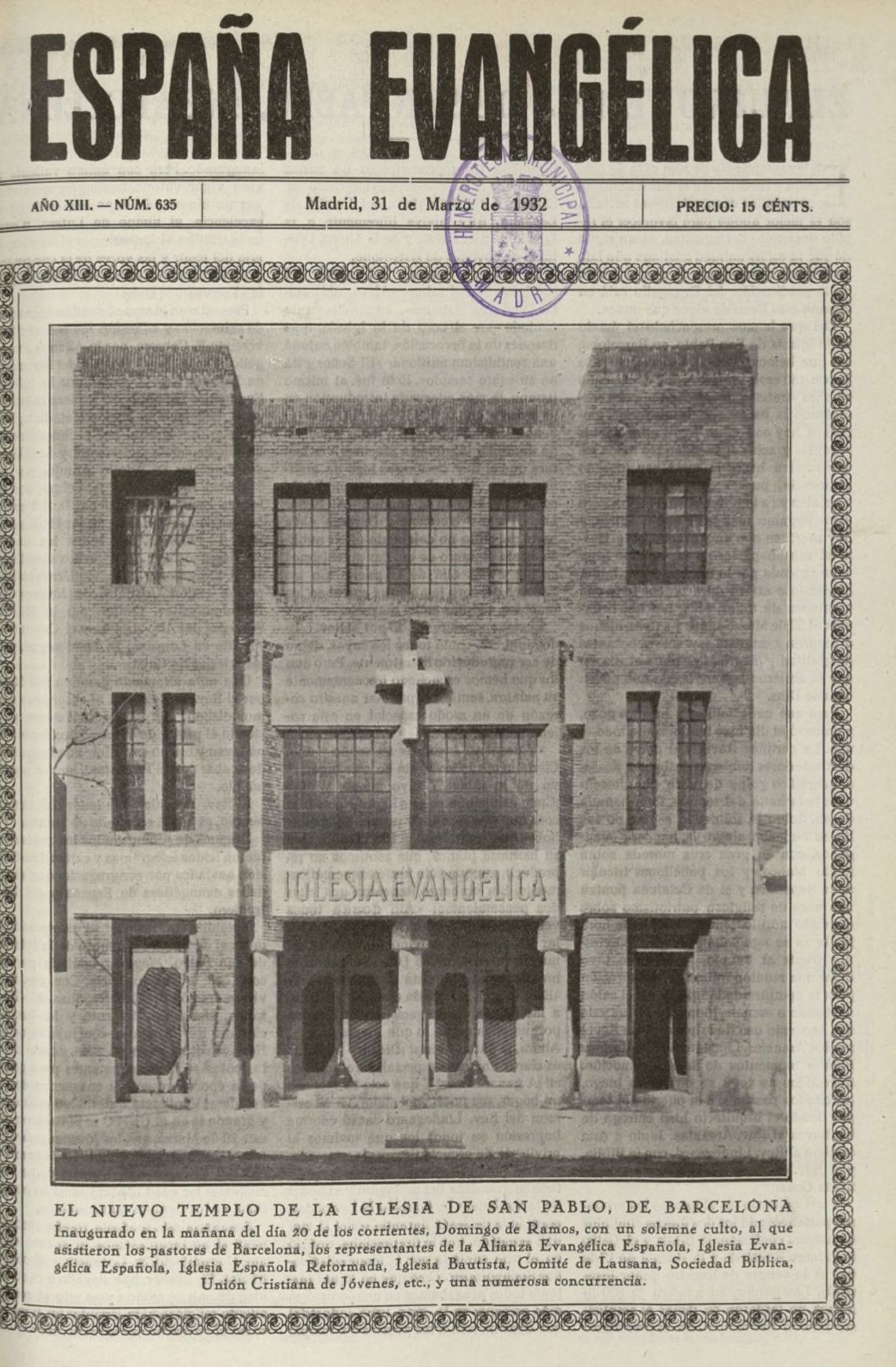
Templo 1932

Després de la seva mort, l’any 1920, el rellevà el pastor Luis de Vargas, que impulsà la renovació de la comunitat i el seu trasllat al carrer Diputació, 23 (1922), amb el suport de l’escola alemanya i el Club Suís. Aquesta etapa estigué marcada per una certa obertura internacional i una revitalització de les activitats educatives i missioneres.
El 20 de març de 1932, sota la direcció de Agustín Arenales, s’inaugurà l’actual temple del carrer Aragó, 51. L’acte comptà amb més de 800 assistents i s’hi exhibiren les banderes republicana, nacional i evangèlica, reflectint l’esperit d’obertura i llibertat del moment.
Durant aquest període, també es documenta que Georgina de Vargas i Wayne H. Bowers assumiren temporalment la direcció de la comunitat en moments de transició o absència pastoral.

## Guerra Civil i franquisme (1936–1956)
Durant la Guerra Civil espanyola (1936–1939), l’activitat de la comunitat protestant de Sant Pau continuà sota la direcció de Claudio Gutiérrez Marín, funcionari del govern republicà. Aquest període es caracteritzà per una relativa llibertat d’expressió religiosa, especialment a Catalunya, però també per tensions polítiques i socials que afectaren totes les confessions.
Amb l’entrada de les tropes franquistes a Barcelona el gener de 1939, les esglésies evangèliques foren objecte de repressió. El pastor Manuel Díaz Latorre assumí el lideratge de la comunitat i sol·licità formalment al nou règim la reobertura del temple del carrer Aragó. La petició fou adreçada al governador civil Wenceslao González Oliveros.

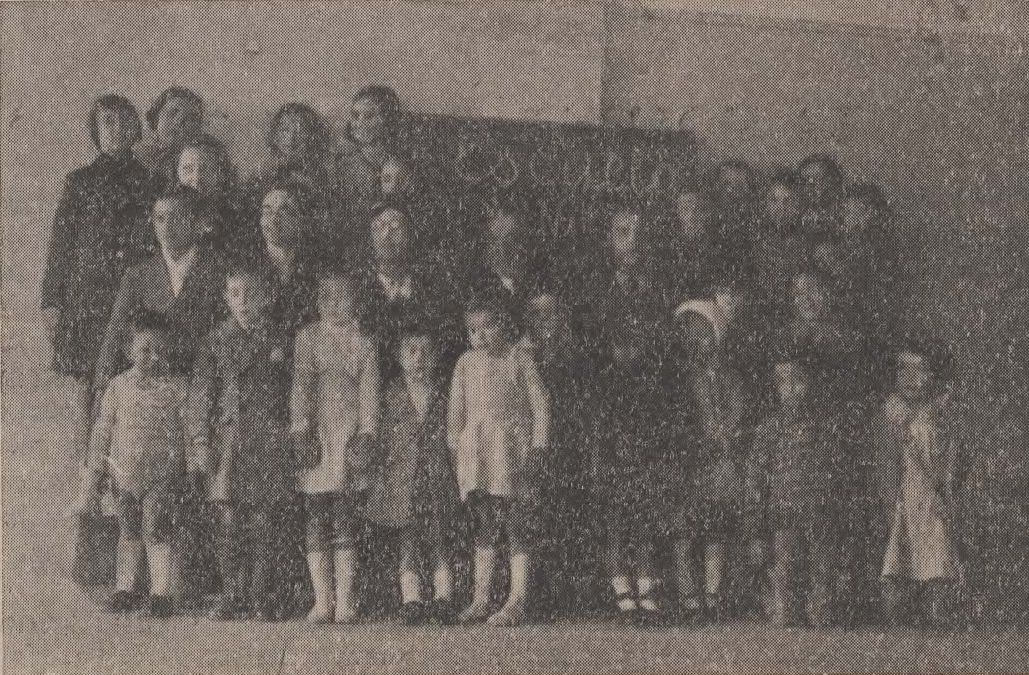
Escola dominical 1934

Durant els primers anys del franquisme, la comunitat es veié sotmesa a vigilància i limitacions d’expressió, però aconseguí mantenir el culte i l’activitat comunitària gràcies, en part, a la presència d’una comunitat suïssa vinculada a la parròquia. Aquesta relació permeté hissar la bandera suïssa a la façana del temple, fet que oferia certa protecció diplomàtica davant les autoritats.
A més, durant aquest període s’hi establí el Seminari Evangèlic Unit Teològic, traslladat des de Madrid, fet que consolidà l’església com a centre de formació teològica protestant a la ciutat.
Tot i la repressió generalitzada, l’Església Protestant Sant Pau pogué continuar la seva missió religiosa i social, mantenint escola dominical, activitats educatives i suport pastoral a la seva comunitat en un context advers.

## Etapa final del franquisme i període democràtic (1956–1996)
A mitjan dècada dels anys cinquanta, l’església inicià una nova etapa sota el ministeri de Ignacio Mendoza, qui exercí com a pastor entre 1956 i 1966. Procedent de l’Església Anglicana, Mendoza va contribuir a reforçar els vincles internacionals i a mantenir la continuïtat del culte en un moment encara marcat per les limitacions del règim franquista. Durant el seu pastorat es mantingué la celebració de cultes i l’activitat de l’escola dominical, malgrat la vigilància policial i els controls sobre la llibertat religiosa.
El va succeir Sebastián Rodríguez, qui exercí el ministeri pastoral durant gairebé tres dècades. La seva etapa es va desenvolupar entre els darrers anys del franquisme i la transició democràtica, i es caracteritzà per un acompanyament discret però constant de la comunitat. Rodríguez oferí estabilitat i orientació pastoral a diverses generacions, mantenint una litúrgia tradicional i un esperit de fidelitat bíblica en temps de grans canvis socials i eclesials.

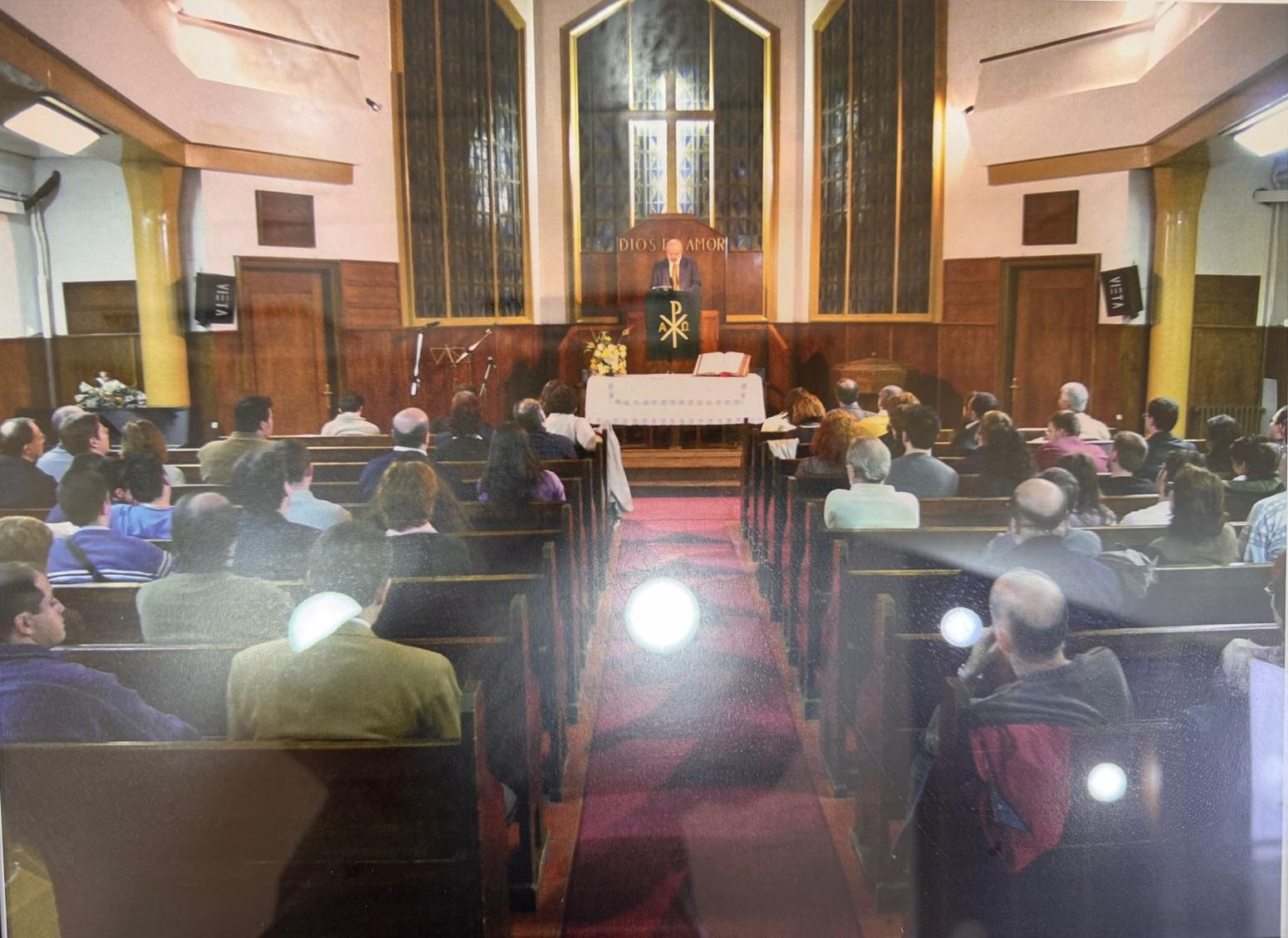
Culte a l'antic temple

Amb l’arribada de la democràcia i l’aprovació de la Constitució de 1978, l’església pogué viure una obertura progressiva. Es van reprendre contactes amb altres comunitats evangèliques i es va reforçar la participació dins de la Iglesia Evangélica Española i de l’Església Evangèlica de Catalunya.
A finals d’aquest període, l’església començà a renovar algunes de les seves instal·lacions i a explorar noves formes de vida comunitària, en preparació per a les transformacions que arribarien a partir dels anys noranta.

## Etapa contemporània (1996–actualitat)

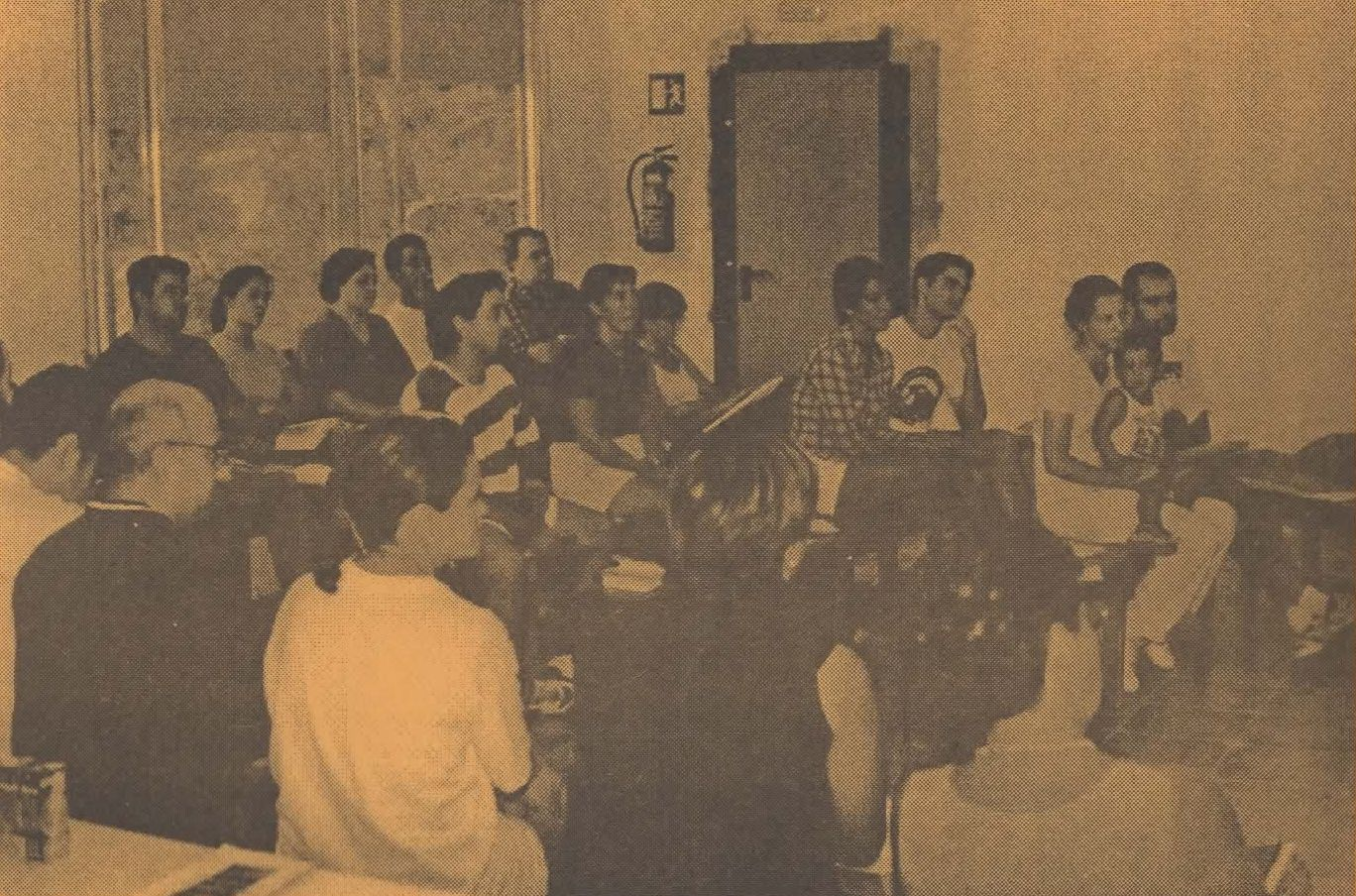
Convivència Comunitària Aiguaviva 2000

A partir de 1996, l’església inicià una nova etapa sota el lideratge del pastor Abraham García, que exercí fins a l’any 2009. El seu ministeri es caracteritzà per una aposta clara per la renovació de les instal·lacions i l’impuls de la vida comunitària. Durant la seva etapa es van dur a terme obres de millora al temple del carrer Aragó i es promogué una participació més activa de la comunitat en les activitats dominicals i formatives.
El va succeir la pastora Carmen Sánchez, qui liderà la comunitat entre 2009 i 2014. Ordenada pastora l’any 1994, Carmen Sánchez fou una de les primeres dones amb responsabilitat pastoral dins la IEE. Destacà pel seu compromís amb l’acció social i la inclusió, especialment amb col·lectius en situació de vulnerabilitat. L’any 2012 rebé el Premi Diaconía a tota una trajectòria en el camp de la pastoral i el treball comunitari.
Durant aquests anys es consolidà una espiritualitat centrada en la gràcia, l’acollida i el compromís social, i es mantingué l’activitat de l’escola dominical, grups de lectura, formació i participació dins dels òrgans de la IEE i de l’Església Evangèlica de Catalunya.
Aquesta etapa també s’acompanyà de transformacions litúrgiques, una major visibilitat de les dones en el lideratge i una obertura creixent a noves formes de comunitat, tot mantenint el testimoni històric de la fe protestant a Barcelona.
Des de l'any 2014 fins al 2023, any de la seva jubilació, el pastor Ignacio Simal va dirigir la comunitat. Durant el seu pastorat es realitza la unió amb l’església Betel de l’Hospitalet.

## Dones amb responsabilitat pastoral
Al llarg de la seva història, l’Església Protestant Sant Pau ha comptat amb la participació activa de nombroses dones en la vida litúrgica, educativa i comunitària. Tot i que sovint el seu testimoni no ha estat recollit de manera formal en els registres oficials, han exercit funcions de lideratge, ensenyament i cura pastoral, especialment en períodes de transició o absència de pastorat.
Un exemple destacat és el de Georgina de Vargas, qui assumí temporalment la direcció de la comunitat durant el període d'entreguerres, juntament amb Wayne H. Bowers, proporcionant continuïtat i guia espiritual a la congregació.
En l’etapa contemporània, sobresurt la figura de la pastora Carmen Sánchez, ordenada el 1994 dins de la Iglesia Evangélica Española, i que exercí com a responsable pastoral de Sant Pau entre 2009 i 2014. Coneguda pel seu treball en acció social i inclusió, va rebre el Premi Diaconía l’any 2012 en reconeixement a la seva trajectòria i al seu compromís amb les persones en situació de vulnerabilitat.
La presència i el servei d’aquestes dones forma part del patrimoni viu de la comunitat, i la seva contribució es considera essencial per comprendre la continuïtat, la resiliència i l’ànima d’aquesta església protestant històrica. Diverses dones han estat responsables d’escola dominical, coordinadores de grups, moderadores i referents espirituals, tot i que sovint sense el reconeixement formal que sí rebien els homes.
Aquest testimoni reforça la necessitat de recuperar la memòria femenina i de continuar visibilitzant el paper de les dones en el desenvolupament del protestantisme a Catalunya i a Espanya.

## Una comunitat amb arrels profundes: Història de l’Església Evangèlica Betel

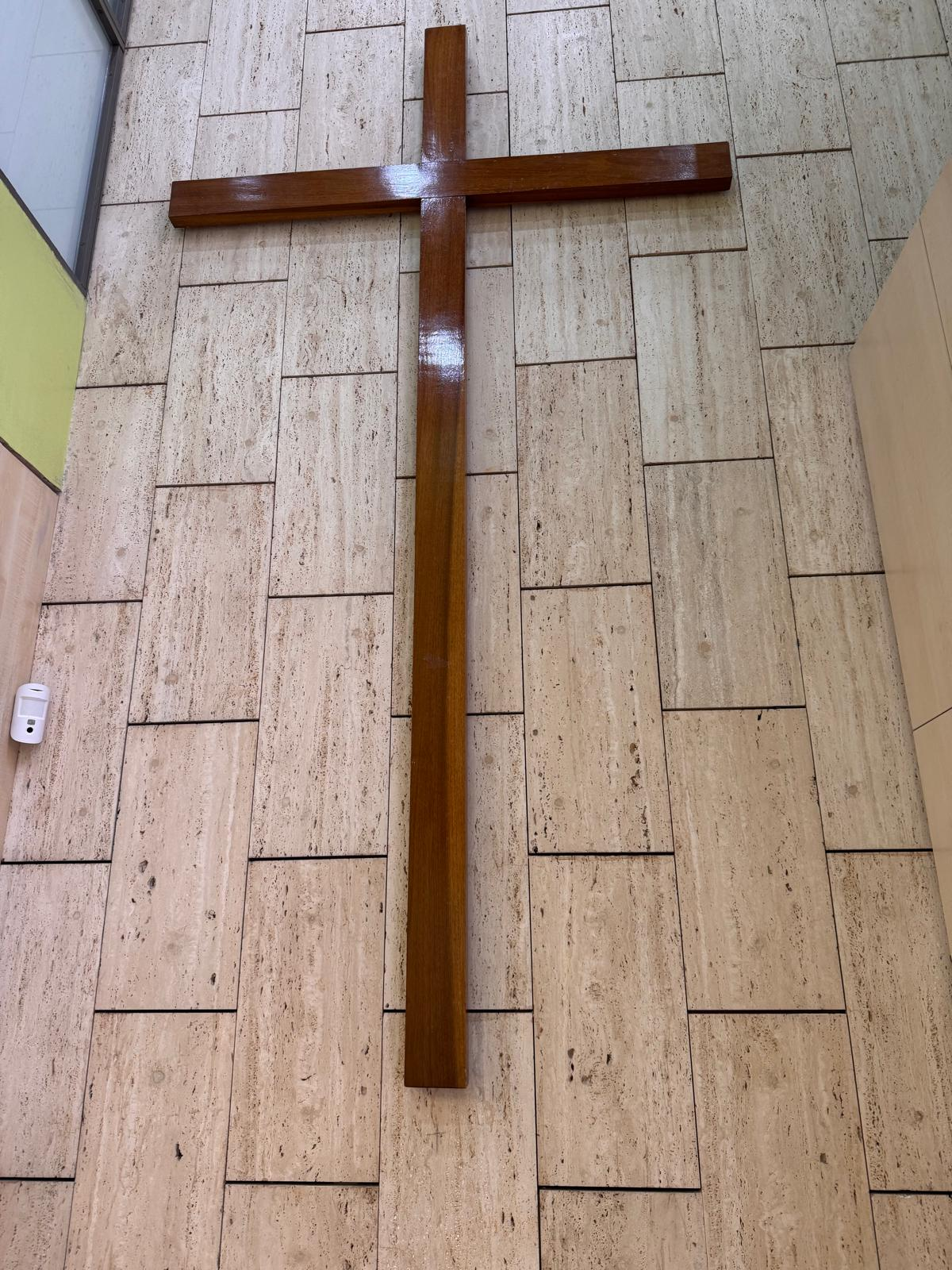
Simbol de l'Església de Betel l'Hospitalet

L’Església Evangèlica Betel es va fundar a l’any 1933 al barri de la Torrassa de l’Hospitalet de Llobregat, en un context de creixement del moviment evangèlic a l’àrea metropolitana de Barcelona durant la Segona República. Inicialment, les trobades es feien en domicilis particulars i espais petits, fins que es va obrir una primera capella al carrer Pujos, 89, on començà a estructurar-se la vida comunitària.
Després de la Guerra Civil, la comunitat va resistir amb fe i perseverança les dificultats del franquisme. L’any 1949, la direcció pastoral fou assumida per Daniel Capó, qui reforçà l’organització interna i promogué la formació bíblica i la missió evangèlica en un entorn social hostil. Sota el seu guiatge, es va consolidar una comunitat activa, amb escola dominical, grups d’estudi i serveis regulars.
Durant les dècades següents, l’Església Betel va esdevenir un referent protestant a l’Hospitalet. Va mantenir una identitat clara dins de la IEE i va participar activament en les trobades regionals de l’Església Evangèlica de Catalunya. Els seus membres van promoure una vida comunitària centrada en l’Evangeli, l’ensenyament i l’acompanyament mutu, en un context urbà i obrer.
L’etapa més recent de Betel es caracteritzà per la seva integració amb la comunitat de Sant Pau a Barcelona. El 2016, en un context de relleu pastoral i per afavorir la sostenibilitat dels recursos, es va formalitzar la unió de les dues esglésies sota el nom Església Protestant Betel + Sant Pau. El temple del carrer Aragó esdevingué la seu comuna del culte i de les activitats, mentre que es mantenien elements simbòlics de la identitat de Betel dins del nou espai.
Aquesta unió es visqué com una continuïtat del testimoni evangèlic compartit i com una manera d’honrar les històries respectives. Betel, tot i deixar el seu local original, no va perdre l’essència: el seu esperit comunitari, la seva arrel protestant i la seva voluntat de seguir el Crist en esperit i veritat continuaren vius a la nova etapa.
La memòria de l’Església Evangèlica Betel roman avui en els seus membres, en els seus vincles amb la IEE i en les moltes vides que hi han estat transformades al llarg de dècades de servei, fe i fidelitat.

## De la unió a la nova etapa: Misión Sant Pau (2024)
L’any 2016, l’Església Protestant Sant Pau i l’Església Evangèlica Betel formalitzaren la seva unió pastoral i comunitària sota la denominació conjunta de Església Protestant Betel + Sant Pau. Aquesta etapa compartida va permetre unir esforços, recursos i testimonis, mantenint una litúrgia comuna al temple del carrer Aragó, 51 i afavorint la convivència entre dues tradicions evangèliques històriques.

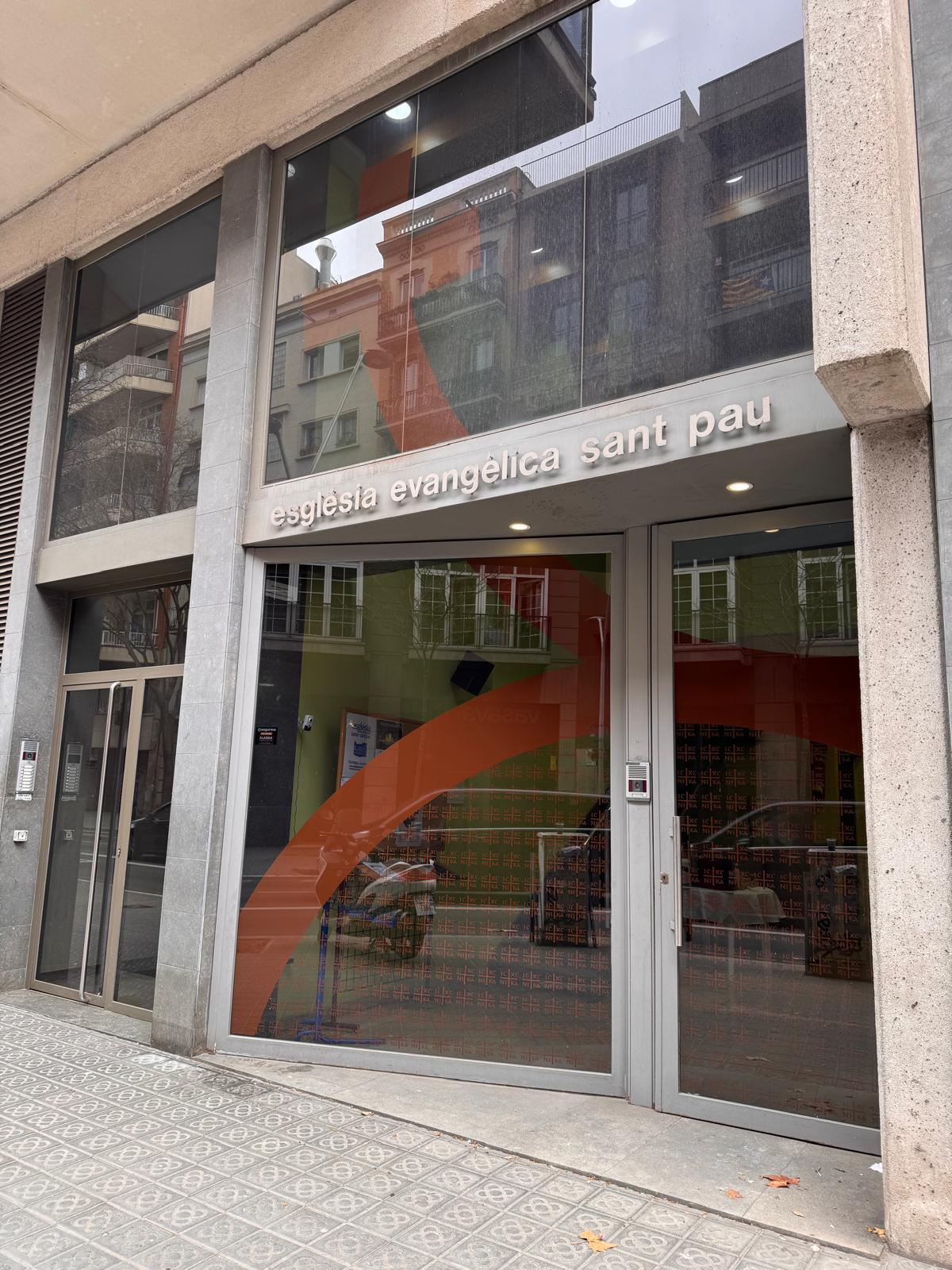
Actual temple

Entre els anys 2016 i 2023, la comunitat visqué una etapa de canvi i transició, amb nous membres, iniciatives d’obertura i enfocaments litúrgics diversos. No obstant això, l’any 2024, es produí una ruptura significativa. Al mes de desembre de 2024, el presbiteri acordà en assemblea establir la comunitat com a Punt de Missió Sant Pau. Un grup important de membres, junt al pastor jubilat Ignacio Simal, abandona la comunitat per iniciar un nou projecte independent, vinculat a una altra denominació.
Aquest fet deixà un grup reduït però compromès de persones fidels a l'evangeli i a la història de Sant Pau i Betel. Les noves circumstàncies, obriren l’oportunitat de reorganitzar el projecte comunitari dins el marc de la Església Evangèlica de Catalunya. Amb el suport del Presbiteri s'inicia un procés de discerniment i reconstrucció.
Aquesta nova etapa es viu com una continuïtat del testimoni històric iniciat per Antoni Vallespinosa i Català el 1868 i enriquit per moltes persones al llarg de més d’un segle i mig. La Misión Sant Pau representa avui un espai de renovació, fidelitat evangèlica i esperança enmig de les dificultats, amb voluntat de seguir essent llum de l’Evangeli al cor de Barcelona.

### Identitat i activitats actuals

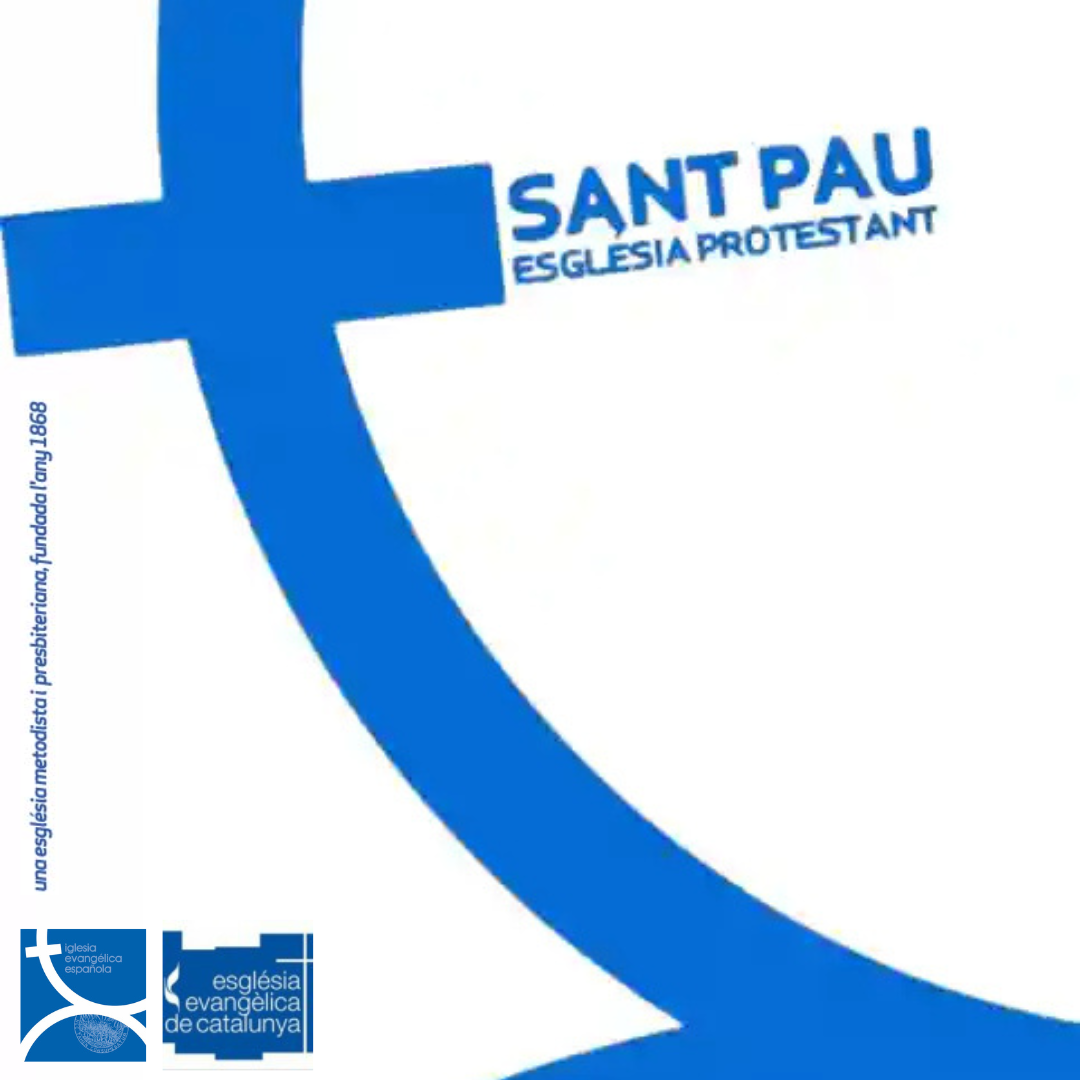
Logo

L’Església Protestant Sant Pau forma part de l’Església Evangèlica de Catalunya (EEC) i de la Iglesia Evangélica Española (IEE). Actualment organitza cultes dominicals, estudis bíblics, formació litúrgica i activitats educatives. Disposa del Ministeri de la Gràcia i la Paraula Sant Pau, que difon materials formatius i reflexions teològiques a les xarxes socials.
La comunitat acull el ministeri Jesús Inclusiu, Esglesia Inclusiva, que ofereix espais de formació i acompanyament per a persones LGTBIQ+. Aquest ministeri s’alinea amb la Declaració de Mamré (2015), aprovada per la IEE com a expressió del seu compromís amb la diversitat sexual i de gènere.

### Pastors i lideratges destacats
- Antoni Vallespinosa i Català (1868–1871)
- Alexander Louis Empaytaz (1869–1907)
- Miguel Barroso Guillén (1910–1920)
- Luis de Vargas (1920–1926)
- Georgina de Vargas i Wayne H. Bowers (direcció temporal)
- Agustín Arenales (1926–1938)
- Claudio Gutiérrez Marín (1938–1939)
- Manuel Díaz Latorre (1939–1950)
- Manuel Gutiérrez Marín (dècada de 1950)
- Ignacio Mendoza (1956–1966)
- Sebastián Rodríguez (1966–1996)
- Abraham García (1996–2009)
- Carmen Sánchez (2009–2014)
- Ignacio Simal (2014–2023)
- Ismael Gramaje (2023–2024) (dirección temporal)